# Овдієнко Ігор Миколайович
І́гор Микола́йович Овдіє́нко (нар. 21 жовтня 1937, Керч, Кримська АРСР, РСФСР, СРСР — пом. 8 травня 2018, Миколаїв, Україна) — український кораблебудівник, інженер, господарський та партійний функціонер. 
Член Академії наук суднобудування України, член Академії інженерних наук України, член Академії технологічних наук України, депутат Миколаївської міської ради XIX скликання, депутат Миколаївської обласної ради XX, XXI, XXII та V скликання (2006—2011), генеральний директор ДП «Суднобудівний завод імені 61 комунара» (1986—1994), генеральний директор Чорноморського суднобудівного заводу (1994—1996).

## Біографія
Народився 21 жовтня 1937 року у місті Керч, Кримська АРСР.
У 1961 закінчив Миколаївський кораблебудівний інститут і прийшов працювати майстром в судомонтажний цех Чорноморського суднобудівного заводу. Згодом став будівельником, після — старшим будівельником з механічної частини, на посаді якого здавав науково-дослідницьке судно «Академік Сергій Корольов» (спущений на воду 1 липня 1969 року) замовнику в рекордно стислі терміни — 2 роки. 
З 1978 року головний будівник ЧСЗ. Відповідальний за здачу важкого авіаносного крейсера «Новоросійськ» у тому ж році. Керував монтажем, здачею і випробуваннями електромеханічних систем, установок і пристроїв великого ракетного крейсеру «Москва» (спущений на воду 27 липня 1979) і протичовнового крейсера «Ленінград» (спущений на воду 31 липня 1966 року). В той же час головний будівник плавучих баз підводних човнів, спецкораблів радіорозвідки і гідрографії. 
Організатор і керівник усіх робіт на авіаносному крейсері «Київ» (спущений на воду 26 грудня 1972 року).
З 1983 року — головний інженер і заступник директора заводу, з квітня 1986 по 1994 роки — директор ДП «Суднобудівний завод імені 61 комунара». З 1994 року — генеральний директор Чорноморського суднобудівного заводу. Розробник принципово нової технології будівництва кораблів крупними блоками. 
У 1991 році обраний академіком, дійсним членом Академії інженерних наук України, у 1992 — академіком, дійсним членом Академії наук технологічної кібернетики України.
Член Комуністичної партії України, представник фракції комуністів в Миколаївській обласній раді.
У 2010 році нагороджений званням «Почесний громадянин міста Миколаєва». 21 жовтня 2018 року за значний внесок у розвиток міста Миколаєва, розвиток вітчизняного суднобудування та на честь ювілею нагороджений почесним знаком «За заслуги перед містом Миколаїв».
У 2018 році пережив важкий інсульт, з яким його госпіталізували. Після хвороби стан його трохи покращав і здавалося, що він піде на поправку. Проте 8 травня, близько 22 години, Ігор Овдієнко помер — імовірно, стався повторний інсульт.

## Нагороди
- Орден Леніна;
- Орден Жовтневої Революції;
- Орден Трудового Червоного Прапора;
- Звання «Почесний громадянин міста Миколаєва»;
- Почесний знак «За заслуги перед містом Миколаїв».